# Powiat raciborski
Powiat raciborski – powiat w południowej Polsce (województwo śląskie), utworzony w 1999 roku w ramach reformy administracyjnej. Jego siedzibą jest miasto Racibórz.
Według danych z 31 grudnia 2023 roku powiat zamieszkiwało 99 635 osób.

## Geografia

### Położenie
Powiat raciborski leży w Kotlinie Raciborskiej, częściowo na Płaskowyżu Głubczyckim i od strony wschodniej we fragmencie na Płaskowyżu Rybnickim. Powiat przecina rzeka Odra oraz jej dopływy: Psina i Ruda. Południowa część powiatu otwiera się na Bramę Morawską.
Pod względem administracyjnym powiat raciborski należy do województwa śląskiego, a graniczy z terenami, na których wydobywa się węgiel kamienny, obszar ten nosi nazwę Rybnickiego Okręgu Węglowego. Od południowo-zachodniej strony graniczy z Czechami, a mianowicie sąsiaduje z obszarami wydobycia węgla w Zagłębiu Ostrawsko-Karwińskim oraz dużą aglomeracją miejsko-przemysłową Ostrawy. Od pozostałych stron natomiast powiat graniczy z rolniczymi gminami powiatu głubczyckiego, kędzierzyńsko-kozielskiego (województwo opolskie), gliwickiego, rybnickiego, wodzisławskiego (województwo śląskie), a na północnym wschodzie z miastem Rybnik.
Historycznie teren powiatu leży na Górnym Śląsku.

### Gminy
| Herb | Nazwa gminy        | Rodzaj gminy    | Liczba ludności | Powierzchnia | Gęstość zaludnienia |
| ---- | ------------------ | --------------- | --------------- | ------------ | ------------------- |
|      | Racibórz           | miejska         | 56 397          | 74,96 km²    | 777,9 os./km²       |
|      | Krzanowice         | miejsko-wiejska | 6086            | 47,06 km²    | 129,3 os./km²       |
|      | Kuźnia Raciborska  | miejsko-wiejska | 12 283          | 126,84 km²   | 96,8 os./km²        |
|      | Kornowac           | wiejska         | 4707            | 26,3 km²     | 179 os./km²         |
|      | Krzyżanowice       | wiejska         | 11 492          | 69,67 km²    | 164,9 os./km²       |
|      | Nędza              | wiejska         | 7156            | 57,14 km²    | 127,4 os./km²       |
|      | Pietrowice Wielkie | wiejska         | 7203            | 68,07 km²    | 105,8 os./km²       |
|      | Rudnik             | wiejska         | 5207            | 73,94 km²    | 70,4 os./km²        |

### Miasta
- Racibórz – siedziba powiatu raciborskiego, leży w centrum powiatu. Według danych z 28 lutego 2006[3] miasto miało 60 218 mieszkańców. Racibórz jest historyczną stolicą Górnego Śląska, gdzie rezydowali książęta opolsko-raciborscy. Do dzisiaj zachowało się wiele cennych zabytków, m.in. kaplica zamkowa pw. św. Tomasza Kantuaryjskiego, którą zwą perłą gotyku śląskiego. Miasto jako pierwsze w Polsce i Europie otrzymało certyfikat ISO 14001.
- Krzanowice – siedziba gminy Krzanowice, leży w południowo-zachodniej części powiatu raciborskiego. Według danych z 31 grudnia 2004 miasto miało 2206 mieszkańców.
- Kuźnia Raciborska – siedziba gminy Kuźnia Raciborska, leży w północno-wschodniej części powiatu raciborskiego. Według danych z 31 grudnia 2004 miasto miało 5630 mieszkańców.

### Struktura powierzchni
Według danych z roku 2006 Racibórz ma obszar 543,98 km², w tym
- użytki rolne łącznie 61,7% powierzchni (50,7% grunty orne a 10,1% łąki i pastwiska)
- lasy i tereny leśne 25,0% powierzchni.

## Demografia

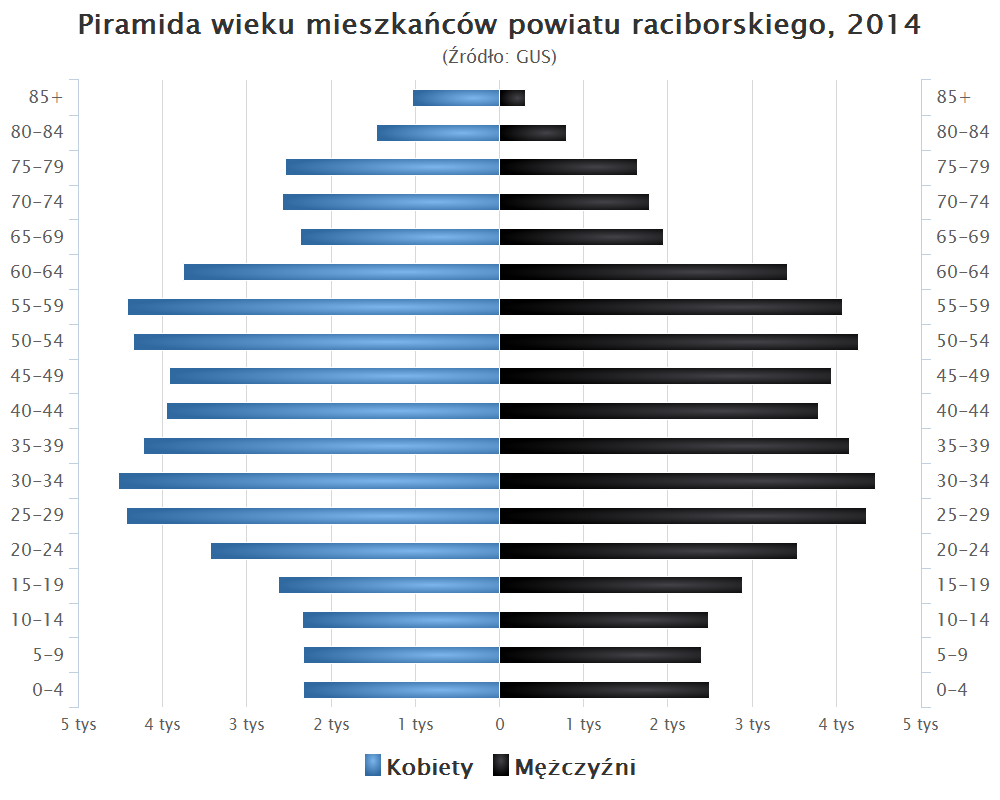
Piramida wieku mieszkańców powiatu raciborskiego w 2014 roku

Liczba ludności (dane z 30 czerwca 2005):
|        | Ogółem  | Ogółem | Kobiety | Kobiety | Mężczyźni | Mężczyźni |
| osób   | %       | osób   | %       | osób    | %         |           |
| ------ | ------- | ------ | ------- | ------- | --------- | --------- |
| Ogółem | 112 299 | 100    | 58 237  | 51,86   | 54 062    | 48,14     |
| Miasto | 65 865  | 58,65  | 34 356  | 30,59   | 31 509    | 28,06     |
| Wieś   | 46 434  | 41,35  | 23 881  | 21,27   | 22 553    | 20,08     |

▶Wieś vs ▶miasto
Ogółem (▶k, ▶m)
Miasto (▶k, ▶m)
Wieś (▶k, ▶m)

### Ludność w latach
| Rok  | Liczba ludności | Gęstość zaludnienia |
| ---- | --------------- | ------------------- |
| 1999 | 120 782         | 222,03              |
| 2000 | 119 951         | 220,51              |
| 2001 | 119 106         | 218,95              |
| 2002 | 113 866         | 209,32              |
| 2003 | 113 208         | 208,11              |
| 2004 | 112 570         | 206,94              |
| 2005 | 112 299         | 206,44              |
| 2006 | 115 125         | 211,64              |

Według danych z 31 grudnia 2019 roku powiat zamieszkiwało 108 211 osób. Natomiast według danych z 30 czerwca 2020 roku powiat zamieszkiwało 107 926 osób.

## Rada Powiatu
| Komitet wyborczy                                    | 2002−2006  | 2006−2010 | 2010–2014 | 2014–2018 | 2018–2023 |
| --------------------------------------------------- | ---------- | --------- | --------- | --------- | --------- |
| Sojusz Lewicy Demokratycznej                        | 3 (SLD-UP) | –         | –         | –         | –         |
| Forum Samorządowe Regionu Raciborskiego             | 8          | –         | –         | –         | –         |
| Razem dla Ziemi Raciborskiej                        | 12         | 13        | 12        | 10        | 10        |
| Prawo i Sprawiedliwość                              | –          | 5         | 1         | 9         | 9         |
| Platforma Obywatelska                               | –          | 5         | 7         | 4         | 4 (KO)    |
| Raciborskie Stowarzyszenie Samorządowe Nasze Miasto | –          | –         | 3         | –         | –         |

## Historia
Ziemia raciborska w ciągu tysiąclecia podlegała wpływom wielu kultur oraz zmienności państwowej i politycznej. Zmienne uwarunkowania historyczne kształtowały wielokulturowość i wielonarodowość tego terenu, na którym od wieków współżyją mieszkańcy pochodzenia polskiego, śląskiego, niemieckiego oraz morawskiego (czeskiego)

### Rys historyczny
- 1 maja 1816 – formalnie powstał powiat raciborski, w ramach reorganizacji Państwa Pruskiego,
- 4 lutego 1920 – część powiatu raciborskiego, Kraik hulczyński (cz. Hlučínsko, niem. Hultschiner Ländchen), została przekazana Czechosłowacji,
- 1921 – po zakończeniu I wojny światowej na Górnym Śląsku przeprowadzony został plebiscyt, w wyniku którego powiat raciborski został podzielony. Jego wschodnia część znalazła się w granicach II Rzeczypospolitej, zachodnia w granicach Niemiec. 30 maja 1921 polska część powiatu raciborskiego została przyłączona do powiatu rybnickiego[12],
- 2 października 1938 – wkroczenie wojsk niemieckich na Kraik hulczyński,
- 30 października 1938 – Kraik hulczyński został przyłączany do powiatu raciborskiego w rejencji opolskiej w ramach Okręgu Rzeszy Śląsk,
- czerwiec 1942 do 1945 – istniało 5 obozów dla Polaków (Polenlager) w powiecie raciborskim,
- 31 marca 1945 – Armia Czerwona zajęła Racibórz, paląc go w czasie walk. Żołnierze radzieccy, w ramach rewanżu, celowo zniszczyli 85% całej zabudowy. Pozostała część powiatu została zajęta przez wojska radzieckie w drugiej połowie kwietnia 1945 roku,
- 9 maja 1945 – polska administracja objęła władzę na ziemi raciborskiej i czechosłowacka administracja objęła władzę na ziemi hluczyńskiej,
- 1967 – utworzono miasta Kuźnia Raciborska,
- 1975 – powiat raciborski został przeniesiony z województwa opolskiego do województwa katowickiego, a powiaty, jako jednostki administracyjne zostały zlikwidowane,
- lipiec 1997 – tereny powiatu raciborskiego nawiedziła powódź tysiąclecia,
- 2001 – przywrócono prawa miejskie Krzanowicom,
- 1 stycznia 1999 – powiat raciborski został reaktywowany.

## Zabytki i atrakcje turystyczne

### Krzyżanowice
- pałac z XVIII wieku wraz z budynkiem bramnym należący w przeszłości m.in. do rodziny Lichnowski. W pałacu przebywali m.in. Ferenc Liszt i Ludwig van Beethoven. Obecnie dom opieki dla upośledzonych prowadzony przez Zgromadzenie Sióstr Franciszkanek.

### Kuźnia Raciborska
- kościół parafialny pw. św. Marii Magdaleny
- cmentarz z końca XIX w.

### Racibórz
- odbudowywany Zamek Piastowski z unikalną Kaplicą Zamkową pw. św. Tomasza Becketa z XIII wieku
- gotycki kościół pw. Wniebowzięcia NMP
- rezerwat leśno-stawowy „Łężczak”
- Arboretum Bramy Morawskiej
- Rynek z Kolumną Maryjną z 1727 roku oraz kościołem św. Jakuba
- Muzeum prezentujące m.in. ekspozycje:
  - „Rok obrzędowy na Górnym Śląsku
  - „W Krainie Ozyrysa” z mumią Egipcjanki
  - „Dawne techniki dentystyczne”
- Kościół Ducha Świętego z 1334 roku, obecnie muzeum, w kościele oprócz aktualnych wystaw można zobaczyć freski z 1635 roku, przedstawiające adorację błogosławionej Eufemii i Zesłanie Ducha Św.
- Baszta więzienna z fragmentem zachowanych murów miejskich.

### Rudy
- dawne Opactwo Cysterskie
- Kościół pw. Wniebowzięcia NMP w Rudach
- Zabytkowa Stacja Kolei Wąskotorowej w Rudach

### Tworków
- kościół parafialny pw. św. Piotra i Pawła, perła śląskiego baroku, zachowane i wyeksponowane sarkofagi z XVII wieku.

### Wojnowice (gmina Krzanowice)
- pałac w Wojnowicach w stylu neobarokowo-klasycystycznym z 1828 roku, położony w 4,5-hektarowym parku, wybudowany przez Carla Johanna Kuh’a. W 1872 r., zakupiony i rozbudowany przez rodzinę von Banck. Obecnie mieszczą się w nim: Dom Przyjęć okolicznościowych, Muzeum Dawnej Wsi, oraz pierwsze w Polsce Muzeum Horroru. Działa w nim również Stowarzyszenie Pałac w Wojnowicach – wczoraj, dziś, jutro.

### Wybrane imprezy kulturalne
- styczeń:
  - Regionalne Kolędowe Spotkania Wspólnot Śpiewaczych (Racibórz)
  - Powiatowy Przegląd Inscenizacji Bożonarodzeniowych „Pójdźmy do Betlejem”
- luty:
  - Biesiada Śląska Szkół Specjalnych „Bajtel Gala” (Racibórz)
  - Biesiada Śląska (Krzyżanowice)
- marzec:
  - Międzynarodowy Przegląd Teatrzyków Przedszkolnych (Tworków, gm. Krzyżanowice)
  - Procesje konne w Poniedziałek Wielkanocny (Racibórz-Sudół, Pietrowice Wielkie, Bieńkowice gm. Krzyżanowice)
- kwiecień:
  - Targi ekologicznego ogrzewania (Pietrowice Wielkie)
  - Ogólnopolski Festiwal Ekologicznej Piosenki i Wiersza dla Dzieci i Młodzieży Szkolnej w Raciborzu
- maj
  - Festyn majowy (Nędza)
  - Festiwal Państwowych Młodzieżowych Ośrodków Wychowawczych KOWADŁO (Kuźnia Raciborska)
  - Międzynarodowy Koncert poświęcony pamięci Beethovena i Liszta (Krzyżanowice)
- czerwiec
  - Święto Pieśni Chóralnej „Trojok Śląski” w Rudach
  - Dzień Opavy w Raciborzu
- sierpień
  - Międzynarodowa impreza kolarska (Racibórz)
- wrzesień
  - Dni Raciborza
- październik
  - Ogólnopolski Konkurs Plastyczny „Barwy Jesieni” (Racibórz)
  - Raciborski Przegląd Pieśni Religijnej „Spotkałem Pana”
- listopad
  - Festiwal Pieśni Chóralnej do słów Eichendorffa
- grudzień
  - Gwiazdka Serc (Racibórz)

## Administracja
Miasto jest członkiem Związku Subregionu Zachodniego i należy do Euroregionu Silesia. Racibórz jest stolicą Euroregionu.

## Transport

### Drogowy
- Drogi krajowe:
  - Droga krajowa nr 45
  - Droga krajowa nr 78
- Drogi wojewódzkie:
  - Droga wojewódzka nr 416
  - Droga wojewódzka nr 417
  - Droga wojewódzka nr 421
  - Droga wojewódzka nr 425
  - Droga wojewódzka nr 915
  - Droga wojewódzka nr 916
  - Droga wojewódzka nr 917
  - Droga wojewódzka nr 919
  - Droga wojewódzka nr 920
  - Droga wojewódzka nr 921
  - Droga wojewódzka nr 922
  - Droga wojewódzka nr 923
  - Droga wojewódzka nr 933
  - Droga wojewódzka nr 935
  - Droga wojewódzka nr 936

Powiat raciborski leży w pobliżu autostrady A1 (północ-południe) i autostrady A4 (wschód-zachód).

### Lotniczy
- Port lotniczy Katowice-Pyrzowice (około 80 km)
- Port lotniczy Ostrava-Mošnov (około 60 km)
- Port lotniczy Kraków-Balice (około 140 km)

## Powiaty partnerskie
- Märkischer Kreis
- Hrabstwo Wrexham Borough[13]
- Rendsburg
- Powiat kędzierzyńsko-kozielski